# Districtul Ighil Ali
Ighil Ali este un district din provincia Béjaïa, Algeria.